# Ipa (zoologia)
Ipa Saaristo, 2007 è un genere di ragni appartenente alla famiglia Linyphiidae.

## Distribuzione
Le quattro specie oggi note di questo genere sono state rinvenute nella regione paleartica: la specie dall'areale più vasto è la I. keyserlingi, reperita in diverse località dell'intera regione

## Tassonomia
Per la determinazione delle caratteristiche della specie tipo sono tenute in considerazione le analisi sugli esemplari di Lepthyphantes keyserlingi (Ausserer, 1867).
Anche se l'aracnologo Saaristo nel suo lavoro istitutivo di questo genere (2007b), l'ha indicato come femminile, i nomi propri delle specie assegnati sono tutti e quattro di genere maschile, per cui prevale quest'ultima indicazione.
Dal 2007 non sono stati esaminati esemplari di questo genere.
A dicembre 2012, si compone di quattro specie:
- Ipa keyserlingi (Ausserer, 1867)[3] — regione paleartica
- Ipa pepticus (Tanasevitch, 1988) — Kazakistan, Turkmenistan, Mongolia
- Ipa spasskyi (Tanasevitch, 1986) — dalla Turchia all'Asia centrale
- Ipa terrenus (L. Koch, 1879) — Europa, Russia

### Sinonimi
- Ipa pirini (Drensky, 1921); esemplare rimosso dalla sinonimia con I. keyserlingi Ausserer, 1867, e posta in sinonimia con I. terrenus (L. Koch, 1879) a seguito di un lavoro di Deltshev (1988a) effettuato sugli esemplari denominati Lepthyphantes quadrimaculatus, contra un analogo lavoro dell'aracnologo Wunderlich (1980e)[1].
- Ipa quadrimaculatus (Kulczyński, 1898); trasferita dalla famiglia Lepthyphantes Menge, 1866 e posta in sinonimia con I. terrenus (L. Koch, 1879) a seguito dello studio di Saaristo (2007b)[1].